# Медаль «Благодарю»
Медаль «Благодарю» — медаль Российской империи, которой были награждены два человека, отличившиеся на императорской медвежьей охоте и спасшие Александра II в опасной ситуации. На аверсе медали изображён портрет императора, на реверсе — надпись «Благодарю». Была отчеканена одна золотая и одна серебряная медали. Носились медали на Владимирской ленте.

## Основные сведения
Медаль «Благодарю» была учреждена 4 января 1872 года императорским указом в связи со спасением Александра II на охоте. Было два награждения этой медалью: серебряной медалью был награждён стремянной 1-й статьи Степан Никонов, такой же золотой медалью был награждён унтер-егермейстер Иван Иванов.
Императорская охота, на которой произошёл инцидент, послуживший поводом для награждения, началась утром 4 января 1872 года; император выехал вместе с приглашёнными в лес Боровинской станции близ Санкт-Петербурга. Во время облавы загонщики направили разъярённого огромного медведя к стрелкам, где находился лично Александр II, при этом медведь побежал именно на него. Император сделал выстрел, и промахнулся, ранив зверя; в опасной ситуации государю пришлось отклониться в сторону, в то время как рогатник Никонов «принял медведя на рогатину», а Иванов выстрелил в упор, раздробив медведю череп. Охота была окончена, убитое животное было доставлено в анатомический театр; вскрытие показало, что смерть наступила от пули (этим разрешился спор между Никоновым и Ивановым). После этого Александр II распорядился наградить защитивших его охотников.
Из рапорта о награждении, сообщённого начальником императорской охоты обер-егермейстером Ливеном Министру императорского двора Адлербергу от 5 января:

Александр II «изволил видеть… ловкий, смелый и быстрый прием на рогатину медведя стремянным 1-й статьи Никоновым, стоявшим возле императора, и тут же приказал наградить его серебряной медалью с надписью „За спасение“ для ношения в петлице на владимирской ленте»

Однако, в Министерстве Императорского Двора сочли неудобным или невозможным награждение медалями «За спасение погибавших» ввиду соответствующей надписи на таких медалях. 11 января управляющий канцелярией министерства дал указание отчеканить специально для данного случая две новые уникальные медали. Отчеканеные медали поступили в Министерстве императорского двора 27 января, и к 1 февраля 1872 года они уже были вручены.
Медаль «Благодарю», наряду с медалями «4 апреля 1866 года» и «За спасение», является особой медалью, учреждённой в память о спасении жизни Александра II.

## Описание медали
Медали сделаны из серебра или золота. Диаметр 28,5 мм. Гурт гладкий. На лицевой стороне медали изображён портрет Александра II, обращённый вправо. Вдоль края медали по окружности надпись «Б.М.АЛЕКСАНДРЪ II ИМП. И САМОД. ВСЕРОСС.». На оборотной стороне медали горизонтальная надпись «БЛАГОДАРЮ», под ней черта, выше надписи — небольшая пятиконечная звезда.
Медали изготовлены на Санкт-Петербургском монетном дворе. Медальер неизвестен.
В отделе нумизматики Государственного исторического музея хранится оттиск медали, изготовленный из серебра.

## Порядок ношения
Медаль имела ушко для крепления к колодке или ленте. Носить медаль следовало на груди. Лента медали — Владимирская.